# Rajon Herza
Rajon Herza (ukrainisch Герцаївський район/Herzajiwskyj raion; russisch Герцаевский район/Gerzajewski rajon, rumänisch Raionul Herţa) war ein Rajon in der Oblast Tscherniwzi in der West-Ukraine.

## Geographie
Das Zentrum des Rajons war die Stadt Herza. Der Rajon lag bis auf die vier Orte Bukiwka, Mamornyzja, Ostryzja und Zuren im Herza-Gebiet. Er grenzte im Norden an den Rajon Nowoselyzja, im Südosten an Rumänien, im Süden und Westen an den Rajon Hlyboka sowie auf einem kurzen Stück im Nordwesten an die Oblasthauptstadt Czernowitz.
Die Bevölkerung besteht aus 93,7 % Rumänen, 5 % Ukrainer, sowie aus anderen Gruppen (Russen, Juden, Roma etc.).

## Geschichte
Der Rajon wurde 1940 nach der Besetzung durch die Sowjetunion errichtet und bestand mit Unterbrechung zwischen 1941 und 1944 bis zum Jahre 1962. Danach kam das Gebiet zum Rajon Hlyboka und wurde am 6. Dezember 1991 wieder eingerichtet.
Am 17. Juli 2020 kam es im Zuge einer großen Rajonsreform zur Auflösung des Rajons und Anschluss des Rajonsgebietes an den neugebildeten Rajon Tscherniwzi.

## Administrative Gliederung
Auf kommunaler Ebene war der Rajon in 1 Stadtratsgemeinde und 13 Landratsgemeinden unterteilt, denen jeweils einzelne Ortschaften untergeordnet waren.
Zum Verwaltungsgebiet gehörten:
- 1 Stadt
- 23 Dörfer

### Stadt
| Städte                   | Städte     | Städte        | Städte    |
| Name                     | Name       | Name          | Name      |
| ukrainisch transkribiert | ukrainisch | russisch      | rumänisch |
| ------------------------ | ---------- | ------------- | --------- |
| Herza                    | Герца      | Герца (Gerza) | Herţa     |

### Dörfer
| Dörfer                                 | Dörfer                       | Dörfer                                                    | Dörfer                       | Dörfer     | Dörfer            |
| Name                                   | Name                         | Name                                                      | Name                         | Name       | Gemeindezuordnung |
| ukrainisch transkribiert               | ukrainisch                   | russisch                                                  | rumänisch                    | deutsch    | Gemeindezuordnung |
| -------------------------------------- | ---------------------------- | --------------------------------------------------------- | ---------------------------- | ---------- | ----------------- |
| Bajraky                                | Байраки                      | Байраки (Bairaki)                                         | Mogoşeşti                    | –          | Bajraky           |
| Bantscheny                             | Банчени                      | Банчены                                                   | Bănceni                      | –          | Horbowa           |
| Bukiwka                                | Буківка                      | Буковка (Bukowka)                                         | Poieni                       | Pojeni     | Bukiwka           |
| Chrjazka                               | Хряцька                      | Хряцкая (Chrjazkaja)                                      | Hreaţca                      | –          | Chrjazka          |
| Djakiwzi                               | Дяківці                      | Дьяковцы (Djakowzy)                                       | Proboteşti                   | –          | Ternawka          |
| Hodyniwka                              | Годинівка                    | Годиновка (Godinowka)                                     | Godineşti                    | –          | Hodyniwka         |
| Horbowa                                | Горбова                      | Горбова (Gorbowa)                                         | Sinihău, Horbova             | –          | Horbowa           |
| Krupjanske                             | Круп'янське                  | Крупянское (Krupjanskoje)                                 | Pasat                        | –          | Welyka Buda       |
| Kulykiwka                              | Куликівка                    | Куликовка (Kulikowka)                                     | Culiceni                     | –          | Kulykiwka         |
| Lukowyzja                              | Луковиця                     | Луковица (Lukowiza)                                       | Lucaviţa, Locoviţa           | –          | Hodyniwka         |
| Lunka                                  | Лунка                        | Лунка                                                     | Lunca                        | –          | Lunka             |
| Mala Buda                              | Мала Буда                    | Малая Буда (Malaja Buda)                                  | Buda Mică                    | –          | Welyka Buda       |
| Mamornyzja                             | Маморниця                    | Маморница (Mamorniza)                                     | Mamorniţa                    | Mamornitza | Zuren             |
| Mamornyzja Wama (bis 2016 Radhospiwka) | Маморниця Вама (Радгоспівка) | Маморница Вама (Mamorniza Wama)/Радгосповка (Radgospowka) | Vama                         | –          | Zuren             |
| Mohyliwka                              | Могилівка                    | Могилевка (Mogilewka)                                     | Movila                       | –          | Lunka             |
| Molnyzja                               | Молниця                      | Молница (Molniza)                                         | Molniţa                      | –          | Molnyzja          |
| Ostryzja                               | Остриця                      | Острица (Ostriza)                                         | Ostriţa                      | Ostritza   | Ostryzja          |
| Petraschiwka                           | Петрашівка                   | Петрашовка (Petraschowka)                                 | Mihoreni                     | –          | Petraschiwka      |
| Pidwalne                               | Підвальне                    | Подвальное (Podwalnoje)                                   | Beceşti                      | –          | Bajraky           |
| Ternawka                               | Тернавка                     | Тернавка                                                  | Tărnăuca, Târnauca, Tirnauca | –          | Ternawka          |
| Welyka Buda                            | Велика Буда                  | Велика Буда (Welika Buda)                                 | Buda Mare                    | –          | Welyka Buda       |
| Welykosillja                           | Великосілля                  | Великоселье (Welikoselje)                                 | Satul Mare, Pilipăuţi        | –          | Lunka             |
| Zuren                                  | Цурень                       | Цурень                                                    | Ţureni                       | Zurin      | Zuren             |